# A Simpson család epizódjainak listája (20–29. évad)
A Simpson család amerikai animációs sorozat, melynek ezidáig 36 évadja és 790 epizódja van.

## Előző és további évadok
A sorozat első 19 évadának epizódjait A Simpson család epizódjainak listája (1–19. évad) szócikk tartalmazza. A 30. évadtól pedig A Simpson család epizódjainak listája (30. évadtól) című szócikk tartalmazza az ismertetést.

## 20. évad (2008-2009)
| Sor. | Év. | Cím                                                                    | Rendező           | Író                                | Premier                                 | Nézettség    |
| ---- | --- | ---------------------------------------------------------------------- | ----------------- | ---------------------------------- | --------------------------------------- | ------------ |
| 421. | 1.  | Szexsüti és rabhajsza (Sex, Pies and Idiot Scrapes)                    | Lance Kramer      | Kevin Curran                       | 2008. szeptember 28. 2009. december 28. | 9,30 millió  |
| 422. | 2.  | Elveszett mobil (Lost Verizon)                                         | Raymond S. Persi  | John Frink                         | 2008. október 5. 2009. december 29.     | 7,43 millió  |
| 423. | 3.  | Dupla fiú bajban (Double, Double, Boy in Trouble)                      | Nancy Kruse       | Bill Odenkirk                      | 2008. október 19. 2009. december 30.    | 8,09 millió  |
| 424. | 4.  | Rémségek Simpson háza XIX. (Treehouse of Horror XIX)                   | Bob Anderson      | Matt Warburton                     | 2008. november 2. 2009. december 31.    | 12,48 millió |
| 425. | 5.  | Veszélyes kanyarok (Dangerous Curves)                                  | Matthew Faughnan  | Billy Kimball & Ian Maxtone-Graham | 2008. november 9. 2010. január 1.       | 8,16 millió  |
| 426. | 6.  | Homer és Lisa (Homer and Lisa Exchange Cross Words)                    | Nancy Kruse       | Tim Long                           | 2008. november 16. 2010. január 4.      | 8,52 millió  |
| 427. | 7.  | Mypodok és boomstick (MyPods and Boomsticks)                           | Steven Dean Moore | Marc Wilmore                       | 2008. november 30. 2010. január 5.      | 7,80 millió  |
| 428. | 8.  | Burns és a méhek (The Burns and the Bees)                              | Mark Kirkland     | Stephanie Gillis                   | 2008. december 7. 2010. január 6.       | 6,19 millió  |
| 429. | 9.  | Lisa, a mese királynő (Lisa the Drama Queen)                           | Matthew Nastuk    | Brian Kelley                       | 2009. január 25. 2010. január 7.        | 5,75 millió  |
| 430. | 10. | Tessék, az életem (Take My Life, Please)                               | Steven Dean Moore | Don Payne                          | 2009. február 15. 2010. január 8.       | 6,82 millió  |
| 431. | 11. | Hogy nyerték meg a vizsgát? (How the Test Was Won)                     | Lance Kramer      | Michael Price                      | 2009. március 1. 2010. január 11.       | 6,52 millió  |
| 432. | 12. | Ned, a háziúr (No Loan Again, Naturally)                               | Mark Kirkland     | Jeff Westbrook                     | 2009. március 8. 2010. január 12.       | 5,99 millió  |
| 433. | 13. | Maggie elment (Gone Maggie Gone)                                       | Chris Clements    | Billy Kimball & Ian Maxtone-Graham | 2009. március 15. 2010. január 13.      | 5,99 millió  |
| 434. | 14. | A nagypapa nevében (In the Name of the Grandfather)                    | Ralph Sosa        | Matt Marshall                      | 2009. március 22. 2010. január 14.      | 6,15 millió  |
| 435. | 15. | Esküvői felfordulás (Wedding for Disaster)                             | Chuck Sheetz      | Joel H. Cohen                      | 2009. március 29. 2010. január 15.      | 6,58 millió  |
| 436. | 16. | Ici-pici Maya (Eeny Teeny Maya Moe)                                    | Nancy Kruse       | John Frink                         | 2009. április 5. 2010. január 18.       | 6,50 millió  |
| 437. | 17. | A jó, a rossz, a szomorú és a ronda (The Good, the Sad and the Drugly) | Rob Oliver        | Marc Wilmore                       | 2009. április 19. 2010. január 19.      | 6,50 millió  |
| 438. | 18. | Apa rosszul tudja (Father Knows Worst)                                 | Matthew Nastuk    | Rob LaZebnik                       | 2009. április 26. 2010. január 20.      | 5,94 millió  |
| 439. | 19. | Leverli Hills 90210 (Waverly Hills, 9-0-2-1-D'oh)                      | Michael Polcino   | J. Stewart Burns                   | 2009. május 3. 2010. január 21.         | 6,75 millió  |
| 440. | 20. | Négy nagy nő és manikűrök (Four Great Women and a Manicure)            | Raymond S. Persi  | Valentina L. Garza                 | 2009. május 10. 2010. január 22.        | 5,16 millió  |
| 441. | 21. | Jövök haza Merika (Coming to Homerica)                                 | Steven Dean Moore | Brendan Hay                        | 2009. május 17. 2010. január 25.        | 5,86 millió  |

## 21. évad (2009-2010)
| Sor. | Év. | Cím                                                            | Rendező                              | Író                                | Premier                                | Nézettség    |
| ---- | --- | -------------------------------------------------------------- | ------------------------------------ | ---------------------------------- | -------------------------------------- | ------------ |
| 442. | 1.  | Akárki Homer (Homer the Whopper)                               | Lance Kramer                         | Seth Rogen & Evan Goldberg         | 2009. szeptember 27. 2011. november 6. | 8,31 millió  |
| 443. | 2.  | Bart mínuszt kap (Bart Gets a 'Z')                             | Mark Kirkland                        | Matt Selman                        | 2009. október 4. 2011. november 13.    | 9,32 millió  |
| 444. | 3.  | A nagy nej remény (The Great Wife Hope)                        | Matthew Faughnan                     | Carolyn Omine                      | 2009. október 11. 2011. november 20.   | 7,50 millió  |
| 445. | 4.  | Rémségek Simpson háza XX. (Treehouse of Horror XX)             | Mike B. Anderson & Matthew Schofield | Daniel Chun                        | 2009. október 18. 2011. november 27.   | 8,59 millió  |
| 446. | 5.  | Az ördög pradát visel (The Devil Wears Nada)                   | Nancy Kruse                          | Tim Long                           | 2009. november 15. 2011. december 4.   | 9,04 millió  |
| 447. | 6.  | Csínyek és zöldek (Pranks and Greens)                          | Chuck Sheetz                         | Jeff Westbrook                     | 2009. november 22. 2011. december 11.  | 7,03 millió  |
| 448. | 7.  | Suttyók és boszorkányok (Rednecks and Broomsticks)             | Bob Anderson & Rob Oliver            | Kevin Curran                       | 2009. november 29. 2011. december 18.  | 9,02 millió  |
| 449. | 8.  | Hol vagy, kis testvérem? (O Brother, Where Bart Thou?)         | Steven Dean Moore                    | Matt Selman                        | 2009. december 13. 2011. december 25.  | 7,11 millió  |
| 450. | 9.  | Csütörtök Abie-vel (Thursdays with Abie)                       | Michael Polcino                      | Don Payne & Mitchell H. Glazer     | 2010. január 3. 2012. január 1.        | 8,65 millió  |
| 451. | 10. | Volt egyszer egy Springfield (Once Upon a Time in Springfield) | Matthew Nastuk                       | Stephanie Gillis                   | 2010. január 10. 2012. január 8.       | 14,62 millió |
| 452. | 11. | Millió dolláros talán (Million Dollar Maybe)                   | Chris Clements                       | Bill Odenkirk                      | 2010. január 31. 2012. január 15.      | 5,11 millió  |
| 453. | 12. | A fiú és a curling (Boy Meets Curl)                            | Chuck Sheetz                         | Rob LaZebnik                       | 2010. február 14. 2012. január 22.     | 5,87 millió  |
| 454. | 13. | A sárga szín (The Color Yellow)                                | Raymond S. Persi                     | Billy Kimball & Ian Maxtone-Graham | 2010. február 21. 2012. január 29.     | 6,08 millió  |
| 455. | 14. | Képeslapok a szorosból (Postcards from the Wedge)              | Mark Kirkland                        | Brian Kelley                       | 2010. március 14. 2012. február 5.     | 5,23 millió  |
| 456. | 15. | Szexuális zaklatás (Stealing First Base)                       | Steven Dean Moore                    | John Frink                         | 2010. március 21. 2012. február 5.     | 5,69 millió  |
| 457. | 16. | HomerSIÁS (The Greatest Story Ever D'ohed)                     | Michael Polcino                      | Kevin Curran                       | 2010. március 28. 2012. február 12.    | 5,69 millió  |
| 458. | 17. | Amerikai história (American History X-cellent)                 | Bob Anderson                         | Michael Price                      | 2010. április 11. 2012. február 12.    | 5,65 millió  |
| 459. | 18. | Köröző király (Chief of Hearts)                                | Chris Clements                       | Carolyn Omine & William Wright     | 2010. április 18. 2012. február 19.    | 5,9, millió  |
| 460. | 19. | Töpörtyű és bálna (The Squirt and the Whale)                   | Lance Kramer                         | Matt Warburton                     | 2010. április 25. 2012. február 19.    | 5,94 millió  |
| 461. | 20. | Szerető felügyelet (To Surveil with Love)                      | Mark Kirkland                        | Michael Nobori                     | 2010. május 2. 2012. február 26.       | 6,06 millió  |
| 462. | 21. | Moe mai mami levele (Moe Letter Blues)                         | Matthew Nastuk                       | Stephanie Gillis                   | 2010. május 9. 2012. február 26.       | 5,66 millió  |
| 463. | 22. | A szomszéd Bob (The Bob Next Door)                             | Nancy Kruse                          | John Frink                         | 2010. május 16. 2012. március 4.       | 6,26 millió  |
| 464. | 23. | Utálj szelíden (Judge Me Tender)                               | Steven Dean Moore                    | Dan Greaney & Allen Glazier        | 2010. május 23. 2012. március 4.       | 5,74 millió  |

## 22. évad (2010-2011)
| Sor. | Év. | Cím                                                                  | Rendező                          | Író                                | Premier                                | Nézettség    |
| ---- | --- | -------------------------------------------------------------------- | -------------------------------- | ---------------------------------- | -------------------------------------- | ------------ |
| 465. | 1.  | Művészélet (Elementary School Musical)                               | Mark Kirkland                    | Tim Long                           | 2010. szeptember 26. 2012. március 11. | 7,75 millió  |
| 466. | 2.  | Az örökség (Loan-a Lisa)                                             | Matthew Faughnan                 | Valentina L. Garza                 | 2010. október 3. 2012. március 11.     | 8,59 millió  |
| 467. | 3.  | Baseball tinók (MoneyBart)                                           | Nancy Kruse                      | Tim Long                           | 2010. október 10. 2012. március 18.    | 6,72 millió  |
| 468. | 4.  | Rémségek Simpson háza XXI. (Treehouse of Horror XXI)                 | Bob Anderson                     | Joel H. Cohen                      | 2010. november 7. 2012. március 18.    | 8,17 millió  |
| 469. | 5.  | Amilyen az anya, olyan a lánya (Lisa Simpson, This Isn't Your Life)  | Matthew Nastuk                   | Joel H. Cohen                      | 2010. november 14. 2012. március 25.   | 8,97 millió  |
| 470. | 6.  | Mongomer E. T. (The Fool Monty)                                      | Steven Dean Moore                | Michael Price                      | 2010. november 21. 2012. március 25.   | 6,58 millió  |
| 471. | 7.  | Mennyit kóstál ez a dög? (How Munched is That Birdie in the Window?) | Michael Polcino                  | Kevin Curran                       | 2010. november 28. 2012. április 1.    | 9,38 millió  |
| 472. | 8.  | Karácsonyi kínlódás (The Fight Before Christmas)                     | Bob Anderson & Matthew Schofield | Deb Lacusta & Dan Castellaneta     | 2010. december 5. 2012. április 1.     | 9,54 millió  |
| 473. | 9.  | Mickey Kékgatya (Donnie Fatso)                                       | Ralph Sosa                       | Chris Cluess                       | 2010. december 5. 2012. április 8.     | 7,18 millió  |
| 474. | 10. | Bart előélete (Moms I'd Like to Forget)                              | Chris Clements                   | Brian Kelley                       | 2011. január 9. 2012. április 8.       | 12,60 millió |
| 475. | 11. | HoMoe (Flaming Moe)                                                  | Chuck Sheetz                     | Matt Selman                        | 2011. január 16. 2012. április 15.     | 6,47 millió  |
| 476. | 12. | Homer a mintafater (Homer the Father)                                | Mark Kirkland                    | Joel H. Cohen                      | 2011. január 23. 2012. április 15.     | 6,50 millió  |
| 477. | 13. | Kékes szürke (The Blue and the Gray)                                 | Bob Anderson                     | Rob LaZebnik                       | 2011. február 13. 2012. április 22.    | 5,61 millió  |
| 478. | 14. | Pipa Papa: A mozifilm (Angry Dad: The Movie)                         | Matthew Nastuk                   | John Frink                         | 2011. február 20. 2012. április 22.    | 6,35 millió  |
| 479. | 15. | A csodaszer (The Scorpion's Tale)                                    | Matthew Schofield                | Billy Kimball & Ian Maxtone-Graham | 2011. március 6. 2012. április 29.     | 6,20 millió  |
| 480. | 16. | Ceech és Homie (A Midsummer's Nice Dream)                            | Steven Dean Moore                | Deb Lacusta & Dan Castellaneta     | 2011. március 13. 2012. április 29.    | 5,44 millió  |
| 481. | 17. | Faterápia (Love Is a Many Strangled Thing)                           | Michael Polcino                  | Bill Odenkirk                      | 2011. március 27. 2012. május 6.       | 6,14 millió  |
| 482. | 18. | A nagy Simpsina (The Great Simpsina)                                 | Chris Clements                   | Matt Warburton                     | 2011. április 10. 2012. május 6.       | 4,99 millió  |
| 483. | 19. | Tony Fat született feleségei (The Real Housewives of Fat Tony)       | Lance Kramer                     | Dick Blasucci                      | 2011. május 1. 2012. május 13.         | 6,10 millió  |
| 484. | 20. | Ollókezű Homer (Homer Scissorhands)                                  | Mark Kirkland                    | Peter Gaffney & Steve Viksten      | 2011. május 8. 2012. május 13.         | 5,48 millió  |
| 485. | 21. | 500 kulcs (500 Keys)                                                 | Bob Anderson                     | John Frink                         | 2011. május 15. 2012. május 20.        | 6,00 millió  |
| 486. | 22. | A legNEDebb fogás (The Ned-Liest Catch)                              | Chuck Sheetz                     | Jeff Westbrook                     | 2011. május 22. 2012. május 20.        | 5,25 millió  |

## 23. évad (2011-2012)
| Sor. | Év. | Cím                                                                  | Rendező           | Író                                 | Premier                                | Nézettség    |
| ---- | --- | -------------------------------------------------------------------- | ----------------- | ----------------------------------- | -------------------------------------- | ------------ |
| 487. | 1.  | Sólyom és Homer (The Falcon and the D'ohman)                         | Matthew Nastuk    | Justin Hurwitz                      | 2011. szeptember 25. 2012. október 21. | 8,08 millió  |
| 488. | 2.  | A Teddy erő (Bart Stops to Smell the Roosevelts)                     | Steven Dean Moore | Tim Long                            | 2011. október 2. 2011. október 28.     | 6,19 millió  |
| 489. | 3.  | Rémségek Simpson háza XXII. (Treehouse of Horror XXII)               | Matthew Faughnan  | Carolyn Omine                       | 2011. október 30. 2012. november 4.    | 8,10 millió  |
| 490. | 4.  | A helyettes (Replaceable You)                                        | Mark Kirkland     | Stephanie Gillis                    | 2011. november 6. 2012. november 11.   | 7,97 millió  |
| 491. | 5.  | Az étel feleség (The Food Wife)                                      | Timothy Bailey    | Matt Selman                         | 2011. november 13. 2012. november 18.  | 7,50 millió  |
| 492. | 6.  | A könyves meló (The Book Job)                                        | Bob Anderson      | Dan Vebber                          | 2011. november 20. 2012. november 25.  | 5,77 millió  |
| 493. | 7.  | A kék nadrágos üzletkötő (The Man in the Blue Flannel Pants)         | Steven Dean Moore | Jeff Westbrook                      | 2011. november 27. 2012. december 2.   | 5,61 millió  |
| 494. | 8.  | Az első ügynök (The Ten-Per-Cent Solution)                           | Michael Polcino   | Deb Lacusta és Dan Castellaneta     | 2011. december 4. 2012. december 2.    | 9,01 millió  |
| 495. | 9.  | Jövőbeli karácsony (Holidays of Future Passed)                       | Rob Oliver        | J. Stewart Burns                    | 2011. december 11. 2012. december 9.   | 6,43 millió  |
| 496. | 10. | Homer politikailag inkorrekt (Politically Inept, with Homer Simpson) | Mark Kirkland     | John Frink                          | 2012. január 8. 2012. december 9.      | 5,07 millió  |
| 497. | 11. | Közösségi háló (The D'oh-cial Network)                               | Chris Clements    | J. Stewart Burns                    | 2012. január 15. 2012. december 16.    | 11,48 millió |
| 498. | 12. | Addig jár a kárpit a kútra (Moe Goes from Rags to Riches)            | Bob Anderson      | Tim Long                            | 2012. január 29. 2012. december 16.    | 5,12 millió  |
| 499. | 13. | Rómeó és Lisa (The Daughter Also Rises)                              | Chuck Sheetz      | Rob LaZebnik                        | 2012. február 12. 2012. december 23.   | 4,26 millió  |
| 500. | 14. | A legméltatlanabb mérföld (At Long Last Leave)                       | Matthew Nastuk    | Michael Price                       | 2012. február 19. 2012. december 23.   | 5,77 millió  |
| 501. | 15. | Bart, a graffiti királya (Exit Through the Kwik-E-Mart)              | Steven Dean Moore | Marc Wilmore                        | 2012. március 4. 2012. december 30.    | 5,09 millió  |
| 502. | 16. | Eredeti (How I Wet Your Mother)                                      | Lance Kramer      | Billy Kimball és Ian Maxtone-Graham | 2012. március 11. 2012. december 30.   | 4,97 millió  |
| 503. | 17. | Mesterséges érzelem (Them, Robot)                                    | Michael Polcino   | Michael Price                       | 2012. március 18. 2013. január 6.      | 5,25 millió  |
| 504. | 18. | Óvakodj Barttól! (Beware My Cheating Bart)                           | Mark Kirkland     | Ben Joseph                          | 2012. április 15. 2013. január 6.      | 4,86 millió  |
| 505. | 19. | A nagy menet (A Totally Fun Thing That Bart Will Never Do Again)     | Chris Clements    | Matt Warburton                      | 2012. április 29. 2013. január 13.     | 5,00 millió  |
| 506. | 20. | Simpson-ize-me (The Spy Who Learned Me)                              | Bob Anderson      | Marc Wilmore                        | 2012. május 6. 2013. január 13.        | 4,84 millió  |
| 507. | 21. | Ned kontra Edna (Ned 'n' Edna's Blend Agenda)                        | Chuck Sheetz      | Jeff Westbrook                      | 2012. május 13. 2013. január 20.       | 4,07 millió  |
| 508. | 22. | Lisa Gaga (Lisa Goes Gaga)                                           | Matthew Schofield | Tim Long                            | 2012. május 20. 2013. január 20.       | 4,82 millió  |

## 24. évad (2012-2013)
| Sor. | Év. | Cím                                                      | Rendező           | Író                                | Premier                                | Nézettség   |
| ---- | --- | -------------------------------------------------------- | ----------------- | ---------------------------------- | -------------------------------------- | ----------- |
| 509. | 1.  | Álom Spuckler kivitelben (Moonshine River)               | Bob Anderson      | Tim Long                           | 2012. szeptember 30. 2013. március 24. | 8,08 millió |
| 510. | 2.  | Rémségek Simpson háza XXIII. (Treehouse of Horror XXIII) | Steven Dean Moore | David Mandel & Brian Kelley        | 2012. október 7. 2013. március 31.     | 6,57 millió |
| 511. | 3.  | Babydoo (Adventures in Baby-Getting)                     | Rob Oliver        | Bill Odenkirk                      | 2012. november 4. 2013. április 7.     | 5,65 millió |
| 512. | 4.  | Nagypapi nagy múltja (Gone Abie Gone)                    | Matthew Nastuk    | Joel H. Cohen                      | 2012. november 11. 2013. április 14.   | 6,86 millió |
| 513. | 5.  | Den, a Don (Penny-Wiseguys)                              | Mark Kirkland     | Michael Price                      | 2012. november 18. 2013. április 21.   | 5,06 millió |
| 514. | 6.  | MyPech (A Tree Grows in Springfield)                     | Timothy Bailey    | Stephanie Gillis                   | 2012. november 25. 2013. április 28.   | 7,46 millió |
| 515. | 7.  | Kapuzárási pánik (The Day the Earth Stood Cool)          | Matthew Faughnan  | Matt Selman                        | 2012. december 9. 2013. május 5.       | 7,44 millió |
| 516. | 8.  | Homér legjobb barátja (To Cur with Love)                 | Steven Dean Moore | Carolyn Omine                      | 2012. december 16. 2013. május 12.     | 3,77 millió |
| 517. | 9.  | Bunkerláz (Homer Goes to Prep School)                    | Mark Kirkland     | Brian Kelley                       | 2013. január 6. 2013. május 19.        | 8,97 millió |
| 518. | 10. | Bart, a suli megmentője (A Test Before Trying)           | Chris Clements    | Joel H. Cohen                      | 2013. január 13. 2013. június 2.       | 5,04 millió |
| 519. | 11. | Gyámtalanok (The Changing of the Guardian)               | Bob Anderson      | Rob LaZebnik                       | 2013. január 27. 2013. június 9.       | 5,23 millió |
| 520. | 12. | A két faj (Love Is a Many-Splintered Thing)              | Michael Polcino   | Tim Long                           | 2013. február 10. 2013. június 16.     | 4,19 millió |
| 521. | 13. | Kiköpött apja (Hardly Kirk-ing)                          | Matthew Nastuk    | Tom Gammill & Max Pross            | 2013. február 17. 2013. június 28.     | 4,57 millió |
| 522. | 14. | Régi idők pankrációja (Gorgeous Grampa)                  | Chuck Sheetz      | Matt Selman                        | 2013. március 3. 2013. július 5.       | 4,66 millió |
| 523. | 15. | Bunkók minden mennyiségben (Black Eyed, Please)          | Matthew Schofield | John Frink                         | 2013. március 10. 2013. július 12.     | 4,85 millió |
| 524. | 16. | Esküdt ellenségek:Springfield (Dark Knight Court)        | Mark Kirkland     | Billy Kimball & Ian Maxtone-Graham | 2013. március 17. 2013. július 19.     | 4,89 millió |
| 525. | 17. | Mi kell a rajzolt nőnek (What Animated Women Want)       | Steven Dean Moore | J. Stewart Burns                   | 2013. április 14. 2013. július 26.     | 4,11 millió |
| 526. | 18. | Válságban az egyház (Pulpit Friction)                    | Chris Clements    | Bill Odenkirk                      | 2013. április 28. 2013. augusztus 2.   | 4,54 millió |
| 527. | 19. | Moe újabb elpuskázott lehetősége (Whiskey Business)      | Matthew Nastuk    | Valentina L. Garza                 | 2013. május 5. 2013. augusztus 9.      | 4,43 millió |
| 528. | 20. | A zongornyista (The Fabulous Faker Boy)                  | Bob Anderson      | Brian McConnachie                  | 2013. május 12. 2013. augusztus 16.    | 4,16 millió |
| 529. | 21. | A Carlson-saga (The Saga of Carl)                        | Chuck Sheetz      | Eric Kaplan                        | 2013. május 19. 2013. augusztus 23.    | 4,01 millió |
| 530. | 22. | Szerelemvonat (Dangers on a Train)                       | Steven Dean Moore | Michael Price                      | 2013. május 19. 2013. augusztus 30.    | 4,52 millió |

## 25. évad (2013-2014)
| Sor. | Év. | Cím                                                         | Rendező           | Író                                | Premier                               | Nézettség    |
| ---- | --- | ----------------------------------------------------------- | ----------------- | ---------------------------------- | ------------------------------------- | ------------ |
| 531. | 1.  | Homerland - A belső ellentét (Homerland)                    | Bob Anderson      | Stephanie Gillis                   | 2013. szeptember 29. 2014. február 7. | 6,37 millió  |
| 532. | 2.  | Rémségek Simpson háza XXIV. (Treehouse of Horror XXIV)      | Rob Oliver        | Jeff Westbrook                     | 2013. október 6. 2014. február 7.     | 6,42 millió  |
| 533. | 3.  | Négy megbánás, egy temetés (Four Regrettings and a Funeral) | Mark Kirkland     | Marc Wilmore                       | 2013. november 3. 2014. február 14.   | 5,43 millió  |
| 534. | 4.  | Csak egyszer élünk (YOLO)                                   | Michael Polcino   | Michael Nobori                     | 2013. november 10. 2014. február 14.  | 4,20 millió  |
| 535. | 5.  | A negyedik Simpson-gyerek (Labor Pains)                     | Matthew Faughnan  | Don Payne & Mitchell H. Glazer     | 2013. november 17. 2014. február 21.  | 4,08 millió  |
| 536. | 6.  | A választás (The Kid Is All Right)                          | Mark Kirkland     | Tim Long                           | 2013. november 24. 2014. február 21.  | 6,78 millió  |
| 537. | 7.  | A jófiú (Yellow Subterfuge)                                 | Bob Anderson      | Joel H. Cohen                      | 2013. december 8. 2014. február 28.   | 6,85 millió  |
| 538. | 8.  | Fehér karácsony blues (White Christmas Blues)               | Steven Dean Moore | Don Payne                          | 2013. december 8. 2014. február 28.   | 8,48 millió  |
| 539. | 9.  | Kalóz verzió (Steal This Episode)                           | Matthew Nastuk    | J. Stewart Burns                   | 2014. január 5. 2014. március 7.      | 14,04 millió |
| 540. | 10. | Férjem, a paca (Married to the Blob)                        | Chris Clements    | Tim Long                           | 2014. január 12. 2014. március 14.    | 4,83 millió  |
| 541. | 11. | Szemüvegesek (Specs and the City)                           | Lance Kramer      | Brian Kelley                       | 2014. január 26. 2014. március 21.    | 3,87 millió  |
| 542. | 12. | Madárka (Diggs)                                             | Michael Polcino   | Dan Greaney & Allen Glazier        | 2014. március 9. 2014. március 28.    | 2,69 millió  |
| 543. | 13. | A férfi, aki túl sokat tudott (The Man Who Grew Too Much)   | Matthew Schofield | Jeff Westbrook                     | 2014. március 9. 2014. április 4.     | 3,75 millió  |
| 544. | 14. | Vénnek való vidék (The Winter of His Content)               | Chuck Sheetz      | Kevin Curran                       | 2014. március 16. 2014. április 11.   | 4,02 millió  |
| 545. | 15. | A háború művészete (The War of Art)                         | Steven Dean Moore | Rob LaZebnik                       | 2014. március 23. 2014. április 18.   | 3,98 millió  |
| 546. | 16. | Apám, a hős (You Don't Have to Live Like a Referee)         | Mark Kirkland     | Michael Price                      | 2014. március 30. 2014. április 25.   | 3,91 millió  |
| 547. | 17. | Luca$ (Luca$)                                               | Chris Clements    | Carolyn Omine                      | 2014. április 6. 2014. május 2.       | 4,30 millió  |
| 548. | 18. | Az eljövendő jövő napjai (Days of Future Future)            | Bob Anderson      | J. Stewart Burns                   | 2014. április 13. 2014. május 9.      | 3,64 millió  |
| 549. | 19. | Bart varázsa (What to Expect When Bart's Expecting)         | Matthew Nastuk    | John Frink                         | 2014. április 27. 2014. május 16.     | 3,45 millió  |
| 550. | 20. | Kikockázva (Brick Like Me)                                  | Matthew Nastuk    | Brian Kelley                       | 2014. május 4. 2014. május 23.        | 4,39 millió  |
| 551. | 21. | Haveri alapon (Pay Pal)                                     | Michael Polcino   | David H. Steinberg                 | 2014. május 11. 2014. május 30.       | 3,66 millió  |
| 552. | 22. | Gyáváknak áll a világ (The Yellow Badge of Cowardge)        | Timothy Bailey    | Billy Kimball & Ian Maxtone-Graham | 2014. május 18. 2014. június 6.       | 3,28 millió  |

## 26. évad (2014-2015)
| Sor. | Év. | Cím                                                           | Rendező           | Író                            | Premier                              | Nézettség    |
| ---- | --- | ------------------------------------------------------------- | ----------------- | ------------------------------ | ------------------------------------ | ------------ |
| 553. | 1.  | A bánatos bohóc (Clown in the Dumps)                          | Steven Dean Moore | Joel H. Cohen                  | 2014. szeptember 28. 2015. május 29. | 8,53 millió  |
| 554. | 2.  | Zátonyra futott kapcsolat (The Wreck of the Relationship)     | Chuck Sheetz      | Jeff Westbrook                 | 2014. október 5. 2015. május 29.     | 4,27 millió  |
| 555. | 3.  | Szendvicsháború (Super Franchise Me)                          | Mark Kirkland     | Bill Odenkirk                  | 2014. október 12. 2015. június 5.    | 7,33 millió  |
| 556. | 4.  | Rémségek Simpson háza XXV. (Treehouse of Horror XXV)          | Matthew Faughnan  | Stephanie Gillis               | 2014. október 19. 2015. június 5.    | 7,76 millió  |
| 557. | 5.  | Az ellenfelek vonzzák egymást (Opposites A-Frack)             | Matthew Nastuk    | Valentina L. Garza             | 2014. november 2. 2015. június 12.   | 4,22 millió  |
| 558. | 6.  | Simpsorama (Simpsorama)                                       | Bob Anderson      | J. Stewart Burns               | 2014. november 9. 2015. június 12.   | 6,70 millió  |
| 559. | 7.  | Bosszú (Blazed and Confused)                                  | Rob Oliver        | Carolyn Omine & William Wright | 2014. november 16. 2015. június 19.  | 6,70 millió  |
| 560. | 8.  | Covercraft (Covercraft)                                       | Steven Dean Moore | Matt Selman                    | 2014. november 23. 2015. június 19.  | 3,45 millió  |
| 561. | 9.  | Magányos karácsony (Won't Be Home for Christmas)              | Mark Kirkland     | Al Jean                        | 2014. december 7. 2015. június 26.   | 6,52 millió  |
| 562. | 10. | Az ember, akiből vacsora lett (The Man Who Came to Be Dinner) | David Silverman   | Al Jean & David Mirkin         | 2015. január 4. 2015. június 26.     | 10,62 millió |
| 563. | 11. | Bart új barátja (Bart's New Friend)                           | Bob Anderson      | Judd Apatow                    | 2015. január 11. 2015. július 3.     | 4,28 millió  |
| 564. | 12. | Földreszállt Musk (The Musk Who Fell to Earth)                | Matthew Nastuk    | Neil Campbell                  | 2015. január 25. 2015. július 3.     | 3,29 millió  |
| 565. | 13. | A lopott himnusz (Walking Big & Tall)                         | Chris Clements    | Michael Price                  | 2015. február 8. 2015. július 10.    | 2,78 millió  |
| 566. | 14. | Tele a kocsi (My Fare Lady)                                   | Michael Polcino   | Marc Wilmore                   | 2015. február 15. 2015. július 10.   | 2,67 millió  |
| 567. | 15. | A nigériai átverés (The Princess Guide)                       | Timothy Bailey    | Brian Kelley                   | 2015. március 1. 2015. július 17.    | 3,93 millió  |
| 568. | 16. | Légirendőrség (Sky Police)                                    | Rob Oliver        | Matt Selman                    | 2015. március 8. 2015. július 17.    | 3,79 millió  |
| 569. | 17. | Duffmanre várva (Waiting for Duffman)                         | Steven Dean Moore | John Frink                     | 2015. március 15. 2015. július 24.   | 3,59 millió  |
| 570. | 18. | A leselkedő anya (Peeping Mom)                                | Mark Kirkland     | John Frink                     | 2015. április 19. 2015. július 24.   | 3,23 millió  |
| 571. | 19. | A gyerekek harcban állnak (The Kids Are All Fight)            | Bob Anderson      | Rob LaZebnik                   | 2015. április 26. 2015. július 31.   | 3,33 millió  |
| 572. | 20. | Reptessünk madarat (Let's Go Fly a Coot)                      | Chris Clements    | Jeff Westbrook                 | 2015. május 3. 2015. július 31.      | 3,12 millió  |
| 573. | 21. | Gyermekvédelem (Bull-E)                                       | Lance Kramer      | Tim Long                       | 2015. május 10. 2015. augusztus 7.   | 2,77 millió  |
| 574. | 22. | A matekverseny (Mathlete's Feat)                              | Michael Polcino   | Michael Price                  | 2015. május 17. 2015. augusztus 7.   | 2,82 millió  |

## 27. évad (2015-2016)
| Sor. | Év. | Cím                                                                   | Rendező           | Író              | Premier                               | Nézettség   |
| ---- | --- | --------------------------------------------------------------------- | ----------------- | ---------------- | ------------------------------------- | ----------- |
| 575. | 1.  | Minden férfi álma (Every Man's Dream)                                 | Matthew Nastuk    | J. Stewart Burns | 2015. szeptember 27. 2016. június 17. | 3,28 millió |
| 576. | 2.  | Dákó detektív (Cue Detective)                                         | Timothy Bailey    | Joel H. Cohen    | 2015. október 4. 2016. június 17.     | 6,02 millió |
| 577. | 3.  | Füstmentesen (Puffless)                                               | Rob Oliver        | J. Stewart Burns | 2015. október 11. 2016. június 20.    | 3,31 millió |
| 578. | 4.  | Halloween-i horror három nappal Halloween előtt (Halloween of Horror) | Mike B. Anderson  | Carolyn Omine    | 2015. október 18. 2016. június 20.    | 3,69 millió |
| 579. | 5.  | Rémségek Simpson háza XXVII (Treehouse of Horror XXVI)                | Steven Dean Moore | Joel H. Cohen    | 2015. október 25. 2016. június 21.    | 6,75 millió |
| 580. | 6.  | Barátság extrákkal (Friend with Benefit)                              | Matthew Faughnan  | Rob LaZebnik     | 2015. november 8. 2016. június 21.    | 3,48 millió |
| 581. | 7.  | Lisa Sztárson (Lisa with an 'S')                                      | Bob Anderson      | Stephanie Gillis | 2015. november 22. 2016. június 22.   | 5,64 millió |
| 582. | 8.  | A dicsőség ösvényén (Paths of Glory)                                  | Steven Dean Moore | Michael Ferris   | 2015. december 6. 2016. június 22.    | 5,53 millió |
| 583. | 9.  | Bartkor (Barthood)                                                    | Rob Oliver        | Dan Greaney      | 2015. december 13. 2016. június 23.   | 5,97 millió |
| 584. | 10. | A tetovált lányok (The Girl Code)                                     | Chris Clements    | Rob LaZebnik     | 2016. január 3. 2016. június 23.      | 4,41 millió |
| 585. | 11. | Tájérzékenység (Teenage Mutant Milk-Caused Hurdles)                   | Timothy Bailey    | Joel H. Cohen    | 2016. január 10. 2016. június 24.     | 8,33 millió |
| 586. | 12. | Generációs szakadék (Much Apu About Something)                        | Bob Anderson      | Michael Price    | 2016. január 17. 2016. június 24.     | 3,95 millió |
| 587. | 13. | A szerelem képlete (Love Is in the N2-O2-Ar-CO2-Ne-He-CH4)            | Mark Kirkland     | John Frink       | 2016. február 14. 2016. június 27.    | 2,89 millió |
| 588. | 14. | Lisa, az impresszárió (Gal of Constant Sorrow)                        | Matthew Nastuk    | Carolyn Omine    | 2016. február 21. 2016. június 27.    | 3,10 millió |
| 589. | 15. | Az ifjú állatorvos (Lisa the Veterinarian)                            | Steven Dean Moore | Dan Vebber       | 2016. március 6. 2016. június 28.     | 3,09 millió |
| 590. | 16. | Margebéli krónikák (The Marge-ian Chronicles)                         | Chris Clements    | Brian Kelley     | 2016. március 13. 2016. június 28.    | 3,07 millió |
| 591. | 17. | Őrült Burns ketrece (The Burns Cage)                                  | Rob Oliver        | Rob LaZebnik     | 2016. április 3. 2016. június 29.     | 2,32 millió |
| 592. | 18. | Hogy nyerte vissza Lisa Marge-ot? (How Lisa Got Her Marge Back)       | Bob Anderson      | Jeff Martin      | 2016. április 10. 2016. június 29.    | 2,55 millió |
| 593. | 19. | A Fland-kanyon (Fland Canyon)                                         | Michael Polcino   | J. Stewart Burns | 2016. április 24. 2016. június 30.    | 2,77 millió |
| 594. | 20. | A szállító (To Courier with Love)                                     | Timothy Bailey    | Bill Odenkirk    | 2016. május 8. 2016. június 30.       | 2,52 millió |
| 595. | 21. | Simprovizáció (Simprovised)                                           | Matthew Nastuk    | John Frink       | 2016. május 15. 2016. július 1.       | 2,80 millió |
| 596. | 22. | A narancs az új sárga (Orange Is the New Yellow)                      | Matthew Faughnan  | Eric Horsted     | 2016. május 22. 2016. július 1.       | 2,54 millió |

## 28. évad (2016-2017)
| Sor. | Év. | Cím                                                           | Rendező           | Író                                          | Premier                                 | Nézettség   |
| ---- | --- | ------------------------------------------------------------- | ----------------- | -------------------------------------------- | --------------------------------------- | ----------- |
| 597. | 1.  | Monty Burns mélyrepülő cirkusza (Monty Burns' Fleeing Circus) | Matthew Nastuk    | Tom Gammill & Max Pross                      | 2016. szeptember 25. 2016. november 18. | 3,36 millió |
| 598. | 2.  | Családom és egyéb állatfajták (Friends and Family)            | Lance Kramer      | J. Stewart Burns                             | 2016. október 2. 2016. november 25.     | 6,00 millió |
| 599. | 3.  | A nagybetűs város (The Town)                                  | Rob Oliver        | Dave King                                    | 2016. október 9. 2016. december 2.      | 3,22 millió |
| 600. | 4.  | Rémségek Simpson háza XXVII. (Treehouse of Horror XXVII)      | Steven Dean Moore | Joel H. Cohen                                | 2016. október 16. 2016. december 9.     | 7,74 millió |
| 601. | 5.  | Hírcsaló (Trust but Clarify)                                  | Michael Polcino   | Harry Shearer                                | 2016. október 23. 2016. december 16.    | 3,36 millió |
| 602. | 6.  | És lőn barátság! (There Will Be Buds)                         | Matthew Faughnan  | Matt Selman                                  | 2016. november 6. 2016. december 23.    | 3,14 millió |
| 603. | 7.  | Cuba Lunatica (Havana Wild Weekend)                           | Bob Anderson      | Deb Lacusta, Dan Castellaneta & Peter Tilden | 2016. november 13. 2017. január 6.      | 7,13 millió |
| 604. | 8.  | Apátlanok (Dad Behavior)                                      | Steven Dean Moore | Ryan Koh                                     | 2016. november 20. 2017. január 13.     | 2,88 millió |
| 605. | 9.  | Törésteszt (The Last Traction Hero)                           | Bob Anderson      | Bill Odenkirk                                | 2016. december 4. 2017. január 20.      | 5,77 millió |
| 606. | 10. | Hanukarácsony (The Nightmare After Krustmas)                  | Rob Oliver        | Jeff Westbrook                               | 2016. december 11. 2017. január 27.     | 5,60 millió |
| 607. | 11. | A pókmalac visszatér (Pork and Burns)                         | Matthew Nastuk    | Rob LaZebnik                                 | 2017. január 8. 2017. február 3.        | 8,19 millió |
| 608. | 12. | A nagy genyó 1. rész: Az árulás (The Great Phatsby Part 1)    | Chris Clements    | Dan Greaney                                  | 2017. január 15. 2017. február 10.      | 6,90 millió |
| 609. | 13. | A nagy genyó 2. rész: A bosszú (The Great Phatsby Part 2)     | Timothy Bailey    | Dan Greaney & Matt Selman                    | 2017. január 15. 2017. február 17.      | 6,90 millió |
| 610. | 14. | Homer-dog (Fatzcarraldo)                                      | Mark Kirkland     | Michael Price                                | 2017. február 12. 2017. március 3.      | 2,40 millió |
| 611. | 15. | Simpson nagymester (The Cad and the Hat)                      | Steven Dean Moore | Ron Zimmerman                                | 2017. február 19. 2017. március 10.     | 2,44 millió |
| 612. | 16. | Ropi tábor (Kamp Krustier)                                    | Rob Oliver        | David M. Stern                               | 2017. március 5. 2017. március 17.      | 2,56 millió |
| 613. | 17. | Egy kosaras dokumentumfilmje (22 for 30)                      | Chris Clements    | Joel H. Cohen                                | 2017. március 12. 2017. március 24.     | 2,61 millió |
| 614. | 18. | Az apa órája (A Father's Watch)                               | Bob Anderson      | Simon Rich                                   | 2017. március 19. 2017. március 31.     | 2,40 millió |
| 615. | 19. | Alternatív akadémia (The Caper Chase)                         | Lance Kramer      | Jeff Westbrook                               | 2017. április 2. 2017. április 7.       | 2,13 millió |
| 616. | 20. | Nagyisitter (Looking for Mr. Goodbart)                        | Michael Polcino   | Carolyn Omine                                | 2017. április 30. 2017. május 26.       | 2,30 millió |
| 617. | 21. | MoHó ház (Moho House)                                         | Matthew Nastuk    | Jeff Martin                                  | 2017. május 7. 2017. június 2.          | 2,34 millió |
| 618. | 22. | A kutyák bolygója (Dogtown)                                   | Steven Dean Moore | J. Stewart Burns                             | 2017. május 21. 2017. június 9.         | 2,15 millió |

## 29. évad (2017-2018)
| Sor. | Év. | Cím                                                                                       | Rendező           | Író                                                     | Premier                               | Nézettség   |
| ---- | --- | ----------------------------------------------------------------------------------------- | ----------------- | ------------------------------------------------------- | ------------------------------------- | ----------- |
| 619. | 1.  | Hobbit Potter, Narnia ura (The Serfsons)                                                  | Rob Oliver        | Brian Kelley                                            | 2017. október 1. 2017. november 10.   | 3,26 millió |
| 620. | 2.  | Bánatlány (Springfield Splendor)                                                          | Matthew Faughnan  | Tim Long & Miranda Thompson                             | 2017. október 8. 2017. november 17.   | 5,25 millió |
| 621. | 3.  | Fütyülünk rá (Whistler's Father)                                                          | Matthew Faughnan  | Tom Gammill & Max Pross                                 | 2017. október 15. 2017. november 24.  | 2,91 millió |
| 622. | 4.  | Rémségek Simpson háza XXVIII (Treehouse of Horror XXVIII)                                 | Timothy Bailey    | John Frink                                              | 2017. október 22. 2017. december 1.   | 3,66 millió |
| 623. | 5.  | Hallasz, nagyapi? (Grampy Can Ya Hear Me)                                                 | Bob Anderson      | Bill Odenkirk                                           | 2017. november 5. 2017. december 8.   | 2,86 millió |
| 624. | 6.  | Minden sikeres nő mögött áll egy férfi (The Old Blue Mayor She Ain't What She Used to Be) | Matthew Nastuk    | Tom Gammill & Max Pross                                 | 2017. november 12. 2017. december 15. | 4,75 millió |
| 625. | 7.  | A Teketársak visszatérnek (Singin' in the Lane)                                           | Michael Polcino   | Ryan Koh                                                | 2017. november 19. 2017. december 22. | 2,67 millió |
| 626. | 8.  | Lisa-szimfónia (Mr. Lisa's Opus)                                                          | Steven Dean Moore | Al Jean                                                 | 2017. december 3. 2017. december 29.  | 4,28 millió |
| 627. | 9.  | Nyomtalanul (Gone Boy)                                                                    | Rob Oliver        | John Frink                                              | 2017. december 10. 2018. január 5.    | 6,06 millió |
| 628. | 10. | Springfieldi álom (Haw-Haw Land)                                                          | Bob Anderson      | Tim Long & Miranda Thompson                             | 2018. január 7. 2018. március 23.     | 6,95 millió |
| 629. | 11. | A leghülyébb nemzet (Frink Gets Testy)                                                    | Chris Clements    | Dan Vebber                                              | 2018. január 14. 2018. március 23.    | 8,04 millió |
| 630. | 12. | Művészi véna (Homer Is Where the Art Isn't)                                               | Timothy Bailey    | Kevin Curran                                            | 2018. március 18. 2018. március 30.   | 2,10 millió |
| 631. | 13. | Jelenetek plusz egy jelenet egy házasságból (3 Scenes Plus a Tag from a Marriage)         | Matthew Nastuk    | Tom Gammill & Max Pross                                 | 2018. március 25. 2018. április 6.    | 2,15 millió |
| 632. | 14. | Ropifóbia (Fears of a Clown)                                                              | Steven Dean Moore | Michael Price                                           | 2018. április 1. 2018. április 13.    | 2,06 millió |
| 633. | 15. | A politikailag korrekt rész (No Good Read Goes Unpunished)                                | Mark Kirkland     | Jeff Westbrook                                          | 2018. április 8. 2018. november 26.   | 2,15 millió |
| 634. | 16. | Szyslak király (King Leer)                                                                | Chris Clements    | Daniel Furlong & Zach Posner                            | 2018. április 15. 2018. november 27.  | 2,26 millió |
| 635. | 17. | Kicsit szomorkás a hangulatom máma (Lisa Gets the Blues)                                  | Bob Anderson      | David Silverman & Brian Kelley                          | 2018. április 22. 2018. november 28.  | 2,19 millió |
| 636. | 18. | Bánd meg, bocsásd meg (Forgive and Regret)                                                | Rob Oliver        | Bill Odenkirk                                           | 2018. április 29. 2018. november 29.  | 2,47 millió |
| 637. | 19. | Ó kapitány, kapitányom! (Left Behind)                                                     | Lance Kramer      | Történet: Al Jean Tévéjáték: Joel H. Cohen & John Frink | 2018. május 6. 2018. november 30.     | 2,15 millió |
| 638. | 20. | Családi vakáció (Throw Grampa from the Dane)                                              | Michael Polcino   | Rob LaZebnik                                            | 2018. május 13. 2018. december 3.     | 2,14 millió |
| 639. | 21. | Lelkük rajta (Flanders' Ladder)                                                           | Matthew Nastuk    | J. Stewart Burns                                        | 2018. május 20. 2018. december 4.     | 2,10 millió |